# Epiphragma (Epiphragma) interspersum
Epiphragma (Epiphragma) interspersum is een tweevleugelige uit de familie steltmuggen (Limoniidae). De soort komt voor in het Neotropisch gebied.